# سد (مجموعه تلویزیونی)
سد (به ترکی استانبولی : Baraj) مجموعۀ تلویزیونی در ژانر درام ساخت ترکیه است که توسط دو شرکت فیلم‌سازی Med Yapım و No: 9 Productions تولید شده است و اولین قسمت آن در ١٧ مارس ٢٠٢٠ به کارگردانی و نویسندگی حسن تولگا پوسات پخش شد. این فیلم نسخه جدیدی از فیلم سد که در سال ١٩٧٧ تولید شده، است. این مجموعۀ تلویزیونی با پخش سی و نهمین قسمت خود در ١١ مه ٢٠٢١ پایان یافت.

## خلاصه داستان
ناظم از طریق یک سایت دوست یابی با دختری به اسم نهیر آشنا میشه. وقتی نهیر عکس خودشو میفرسته و ناظم میبینه دختر خیلی خوشگلیه و از اون جوون تره، بخاطر رد زخمی که روی صورتش داره از فرستادن عکس خودش امتناع میکنه ولی بخاطر اصرار های نهیر و ترس از دست دادنش، عکس طارق که یه جوون خوشتیپ و چشم چرونه و از دنیای رنگارنگ استانبول به سدسازی (محل کار ناظم) تبعید شده رو براش میفرسته. نهیر هم از طارق خوشش میاد و یهویی پامیشه و به سد سازی میره و کارها از کنترل خارج میشه… 

## شخصیت ها و بازیگران

### شخصیت های اصلی
- فیاض دومان (ناظم گونی)
- بیران داملا ییلماز (نهیر آکسو / یامور)
- بوراک یوروک (طارق ییلماز)
- گیزم کاراجا (بهار پولات)

### شخصیت های کمکی
- سومرو یاوروجوک (زرّین)
- ایمان جاساب‌لانجا (زهرا)
- باتوهان بوزکورت یوزگولچ (ابراهیم)
- توپراک کویلچیم (مرت)
- تایگون سونگار (پله)

### شخصیت های به پایان رسیده
- کوبرا دلارا چلن (مریم) (١٣-٢٧ & ٢٨-٣۴)
- شامیل کفکاس (خلیل) (١-١١)
- شامیل کفکاس (هالیت) (٣٠-٣٩)
- پینار آکین (هازرا) (٣٠-٣٩)
- اوزان گوچلو (دمیر) (٣٣-٣٩)
- صبریه کارا (تولای) (١٨-٢٩)
- کورای شاهین باش (هاکان) (١۴-٢٢)
- ایرم تونجر (فولیا) (٩-٢٢)
- ایرا سو ییلدیز (عایشه) (١١-١٧)
- نزاکت اردم (نرمین) (١١-١٧)
- احسان ایلهان (یاشار) (١-١٧)
- مسوت ییلماز (عصمت) (١-٨)
- بیرکان آکیول (احمد) (١-٨)
- تونا اورهان (اکرم) (١-٨)
- ساهیت گنای (اورهان) (١-٣)